# Adolfo Aníbal da Veiga Teixeira
Adolfo Aníbal da Veiga Teixeira (Vinhais, c. 1886 – Lisboa, Portugal, 1965), farmacêutico, foi dirigente associativo, tendo sido, presidente da Sociedade farmacêutica Lusitana e da Associação dos farmacêuticos portugueses e integrado o Conselho fiscal da União dos farmacêuticos de Portugal e a Comissão instaladora do sindicato nacional dos farmacêuticos. Membro da Comissão oficial do regimento dos preços dos medicamentos e manipulações, representou Portugal em várias reuniões internacionais do sector. Delegado em Portugal da Real academia nacional de farmácia (Espanha), foi membro da Federação internacional farmacêutica e da Sociedade de História de farmácia, de Paris. Foi diretor da revista Monitor de Farmácia, fundada em 1930, e tem artigos publicados em diversas revistas da especialidade. Foi proprietário, até 1965, da histórica e emblemática Farmácia Liberal, fundada em 1890, na esquina da Rua Rosa Araújo com a Avenida da Liberdade (Lisboa), cujo integral recheio está, em exposição patente ao público, desde 2001, no Museu da Farmácia.

## Biografia
- nascido em Vinhais (Portugal), cerca de 1886, foi farmacêutico, diplomado, em 1908, pela Escola de Farmácia de Lisboa;[1][nota 1]

- foi sócio e presidente da Sociedade farmacêutica Lusitana e da Associação dos farmacêuticos portugueses.[1][2]

- em 1935, integrou como vogal a Comissão instaladora do sindicato nacional dos farmacêuticos, aparecendo posteriormente mencionado em diversos documentos deste sindicato nas décadas de quarenta e cinquenta do século XX;[1][3][4]

- membro da Comissão oficial do regimento dos preços dos medicamentos e manipulações, representou Portugal em várias reuniões internacionais do sector.[1]

- em 1955, foi presidente do Conselho fiscal da União dos farmacêuticos de Portugal[5]

- delegado em Portugal da Real academia nacional de farmácia (Espanha), foi membro da Federação internacional farmacêutica e da Sociedade de História de farmácia, de Paris.[1][6]

- foi diretor da revista Monitor de Farmácia, fundada em 1930;[1][7]

- foi proprietário e diretor técnico da Farmácia Liberal, fundada em 11 de agosto de 1890 e estabelecida na esquina da Rua Rosa Araújo com a Avenida da Liberdade (Lisboa). À sua morte, ocorrida em 1965, a Farmácia Liberal passa a ser propriedade do farmacêutico Alcindo Assunção Teixeira, que é também seu diretor técnico, de 1966 a 1999, data da morte deste, deixando ao Museu da Farmácia, em testamento, todo o seu recheio, que, desde 2001, está em exposição patente ao público.[1][8][9][10]

- a Farmácia Liberal era definida pelo Século Ilustrado (suplemento do jornal diário, matutino de Lisboa, O Século (Portugal)), a 14 de novembro de 1942, como:[9]

«uma das melhores farmácias da capital, devido às suas esplendidas instalações, ao seu magnífico sortido, à sua conhecida competência técnica e à correção com que atende a sua numerosa clientela.»
Como assinalou Paula Basso, diretora-adjunta do museu da farmácia, entrevistada, a 19 de setembro de 2016, no programa, da RTP (Rádio e Televisão de Portugal), de Paula Moura Pinheiro, "Visita Guiada - Museu da Farmácia.
«é uma farmácia lisboeta e até bastante famosa na altura. Era Liberal porque aqui se reunia uma tertúlia, como era hábito no início do século XX, e discutiam aí as doutrinas políticas da época»
- «a grande novidade desta Farmácia é ter um Laboratório associado, sendo que o medicamento é preparado unicamente nesse espaço.»[12] Laboratório, assim descrito pelo Museu da Farmácia:[9]

«No laboratório da farmácia, preparavam-se extratos e tinturas particularmente ativas e onde se aperfeiçoaram as novas formas farmacêuticas como as pílulas, as cápsulas ou hóstias medicamentosas, os comprimidos ou pastilhas comprimidas, as cápsulas gelatinosas, os granulados, os grânulos dosimétricos, os solutos injetáveis, os supositórios e óvulos, as pomadas e as águas mineromedicinais. 

Como especialidades farmacêuticas preparadas no seu laboratório distinguiam-se os produtos Liber como os Saes de Frutos entre outros e os produtos de beleza Salomé, como a Água-de-colónia e o Elixir, para além do famoso perfume Brisas do Rio.»
A importância de tal laboratório é também realçada por Paula Basso, no mencionado programa, da RTP, de 19 de setembro de 2016. (Rádio e Televisão de Portugal), de Paula Moura Pinheiro, "Visita Guiada - Museu da Farmácia.

## Escritos publicados
- em 1944, escreveu o livro Farmacopeia portuguesa: algumas sugestões a propósito da futura edição, publicado, em Lisboa, pela Imprensa Portugal-Brasil[13]

Para além dos artigos de sua autoria na revista Monitor de Farmácia, de que foi diretor, tem diversos outros trabalhos publicados em revistas da especialidade, sendo de destacar:
- Trabalhos originais: Farmacopeia Portuguesa; Jornal dos farmacêuticos - série III, nºs 31 e 32; julho e agosto de 1944;[14]
- Resumos: Farmácia Galénica, Farmacognosia e Análises aplicadas e História: O emblema da Farmácia, ambos na Revista portuguesa de farmácia - volume IV, n.º 4 - outubro a dezembro de 1954;[15]